# 밀양 무봉사
밀양 무봉사(舞鳳寺)는 경상남도 밀양시 내일동 산에 있는 절이다. 통도사의 말사이며 대한불교조계종 종파이다.

## 개요
밀양 영남루 위에 있는 절이며 대한불교조계종 제15교구인 통도사의 말사이다. 원래는 영남사(嶺南寺)라는 절의 부속 암자였으며 신라 때인 서기 774년 승려인 법조(法照)가 창건하였던 것으로 전해진다. 고려 공민왕 시절 영남사가 불에 타 없어지면서 무봉암을 절로 승격시켜서 무봉사가 되었으며 1592년 임진왜란 때 왜군이 밀양을 점령하였을 때 화재로 소실되었다가 전후 1605년 혜징이 중창하면서 법당, 칠성각, 수월루를 새로 세웠다. 이후 경의가 중창하였고 대한제국 때인 1899년에 경봉이 중건하였으며 1942년에 중수하였다.
현재는 대웅전, 삼성각, 범종루 등이 있으며 보물로 석조여래좌상이 있다.
절 아래로는 남천강과 밀양 시내의 풍경이 보여지며 그 옆으로 영남루와 천진궁이 있다.

## 같이 보기
- 영남루
- 천진궁